# Elskerinde
Elskerinde (maitresse, mætresse) er en kvinde, som har et seksuelt forhold uden at forvente ægteskab e.l.
Katolske præster og andre skal leve i cølibat og kan have elskerinder.
Det mandlige modstykke er en elsker.
Danske eksempler var de daværende kongers elskerinder: Kirsten Munk, Karen Andersdatter og Kirsten Madsdatter. De tre havde alle et nært forhold til kongen, og de var således alle Christian 4.'s elskerinder. Dyveke Sigbrittsdatter var Christian 2.'s elskerinde, og Louise Rasmussen var Frederik 7.'s til hun blev gift og kunne kalde sig Grevinde Danner.
Den prostituerede Støvlet-Cathrine var Christian 7.'s elskerinde, til hun blev sendt ad Wandsbæk til.
Anne Boleyn var Henrik 8.s elskerinde. Lige til de giftede sig, da hans ægteskab med Katharina af Aragonien blev annulleret.